# Washington Beltrán Barbat
Washington Beltrán Barbat (Tacuarembó, 7. veljače 1885. - Montevideo, 2. travnja 1920.) bio je urugvajski političar, novinar i odvjetnik. 
Rođen je u Tacuarembu, ali se kao mladić preselio u Montevideo i postao je odvjetnik i novinar. Bio je jedan od suosnivača dnevnih novina El País 14. rujna 1918. Novine su se prvo tiskale kao političko glasilo Narodne stranke, a iako izlaze neovisno o političkoj stranci, političko su orijentirani prema desnom centru.
Njegov sin, Washington Beltrán, bio je predsjednik Urugvaja od 1965. do 1966. godine.
Bio je istaknuti član Narodne stranke poznat po svojoj uspješnosti i odličnim govorima.
Umro je od posljedica ranjavanja od metka u dvoboju s pištoljima. Ubio ga je José Batlle y Ordóñez, koji je od 1911. do 1915. bio i predsjednik Urugvaja.